# Anomiopus parallelus
Anomiopus parallelus е вид насекомо от семейство Листороги бръмбари (Scarabaeidae).

## Разпространение
Видът е разпространен в Бразилия (Акри, Амазонас, Амапа, Мато Гросо, Пара и Пернамбуко) и Френска Гвиана.